# ASC Assaba
ASC Assaba là một câu lạc bộ bóng đá Mauritanie đến từ Kiffa, thủ phủ của vùng Assaba. Câu lạc bộ thi đấu ở Giải bóng đá hạng nhất quốc gia Mauritanie.

## Sân vận động
Hiện tại đội bóng thi đấu trên sân vận động Stade Olympique (Nouakchott) có sức chứa 40.000 chỗ ngồi.